# Rocatosa
La Rocatosa és una muntanya de 175 metres que es troba al municipi de Santa Cristina d'Aro, a la comarca catalana del Baix Empordà.